# Eru (Estland)
Eru (Duits: Erro) is een plaats in de Estlandse gemeente Haljala, provincie Lääne-Virumaa. De plaats heeft 21 inwoners (2021) en heeft de status van dorp (Estisch: küla).
Tot in 2017 hoorde Eru bij de gemeente Vihula. Die ging in dat jaar op in de gemeente Haljala.
Oud-minister-president Edgar Savisaar woonde in Eru.

## Geografie

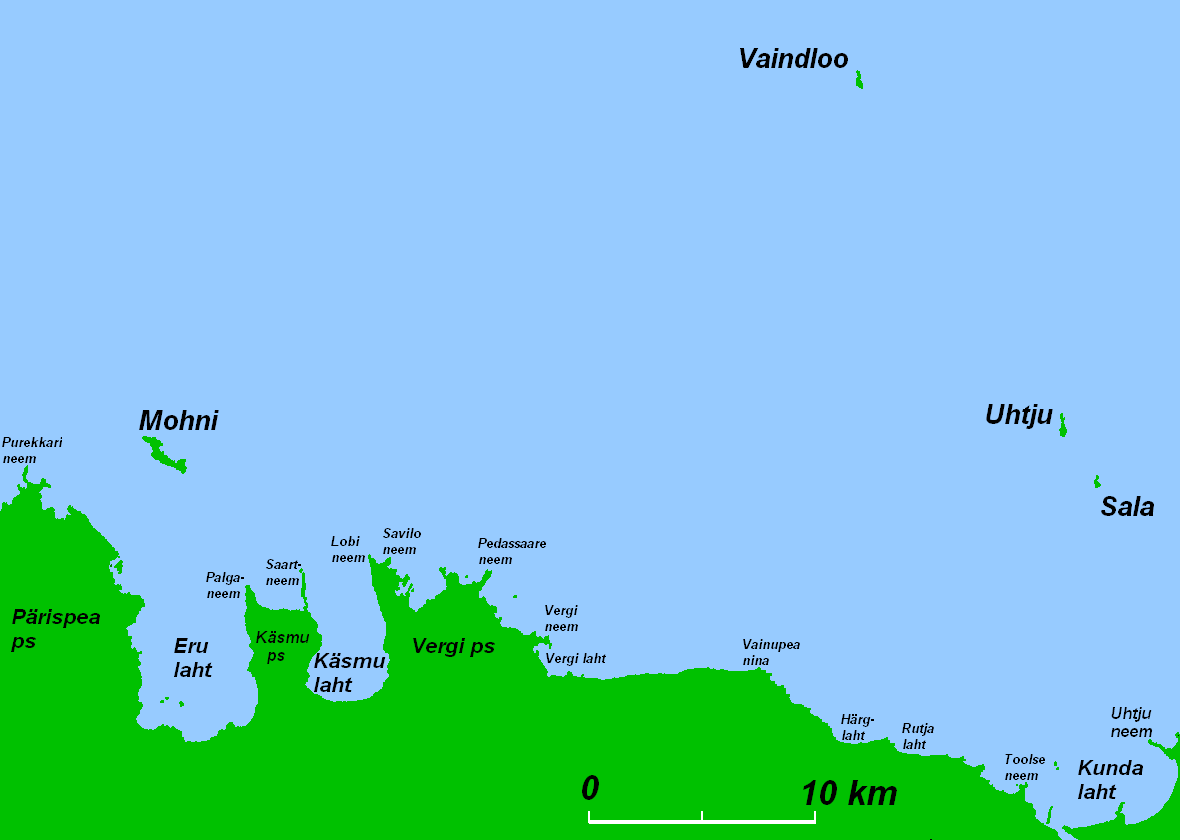
Baaien en kapen aan Estlands noordkust

Eru ligt tegen de grens tussen de provincies Lääne-Virumaa en Harjumaa aan. Aan de andere kant van de grens ligt Tammispea in de gemeente Kuusalu.
Eru ligt van west naar oost aan de Baai van Eru, die vernoemd is naar het dorp, aan de basis van het schiereiland Käsmu (met het gelijknamige dorp als noorderbuur) en aan de Baai van Käsmu. Het zuidelijk deel van het meer Käsmu järv ligt op het grondgebied van Eru.

## Geschiedenis
Eru werd in 1345 voor het eerst genoemd onder de naam Ercke, een vissersdorp. In 1586 werd een boerderij Erge genoemd. In 1726 bestond er een dorp Öro, dat in 1796 Erra en in 1871 Erro heette. Het dorp lag op het landgoed van Palmse, maar er bestaat twijfel over de echtheid van de documenten waarin de vroege geschiedenis van het dorp is vastgelegd. De naam van het vissersdorp zou ook Sorcke kunnen zijn.

## Foto's

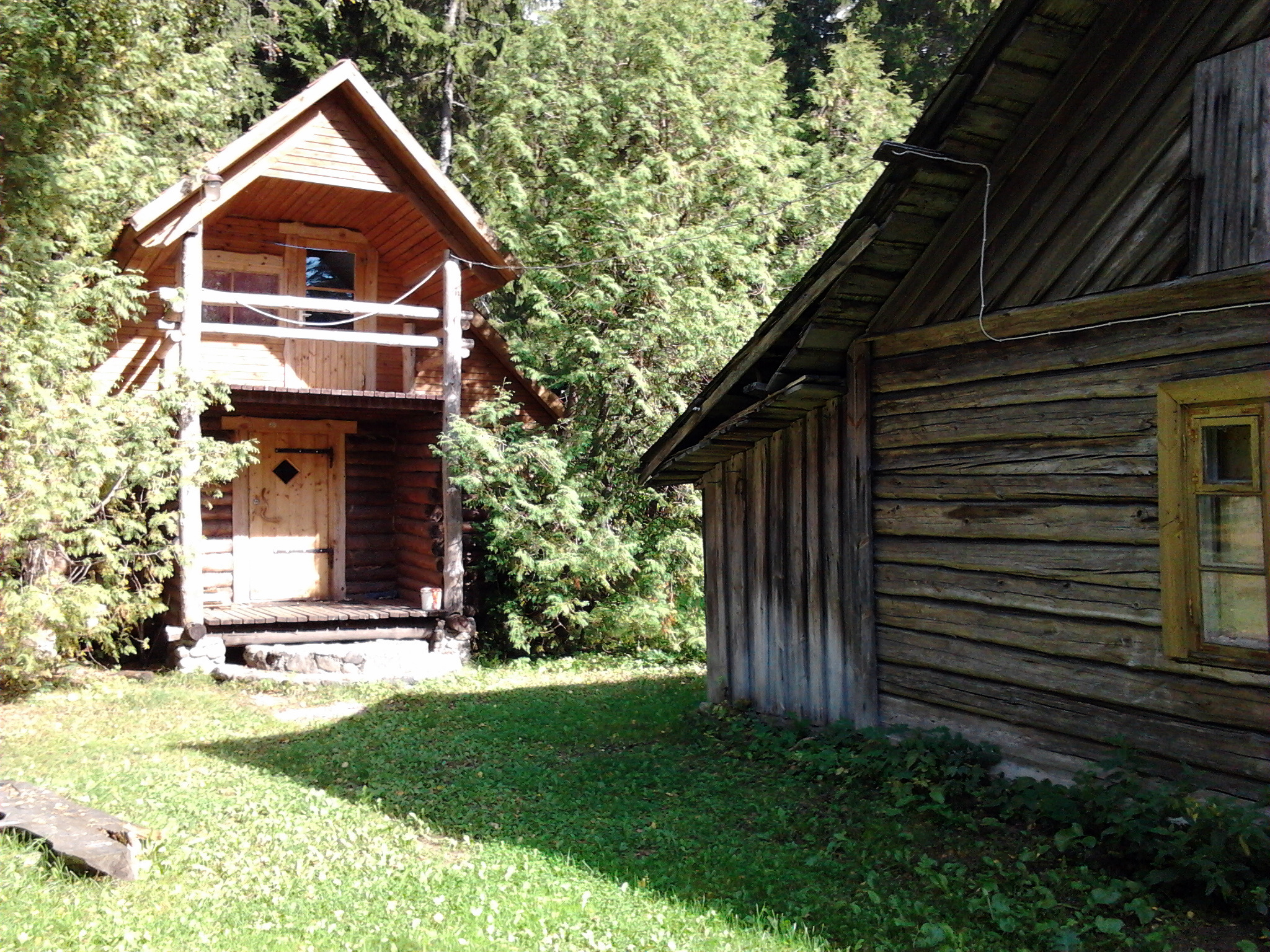
Houten huis
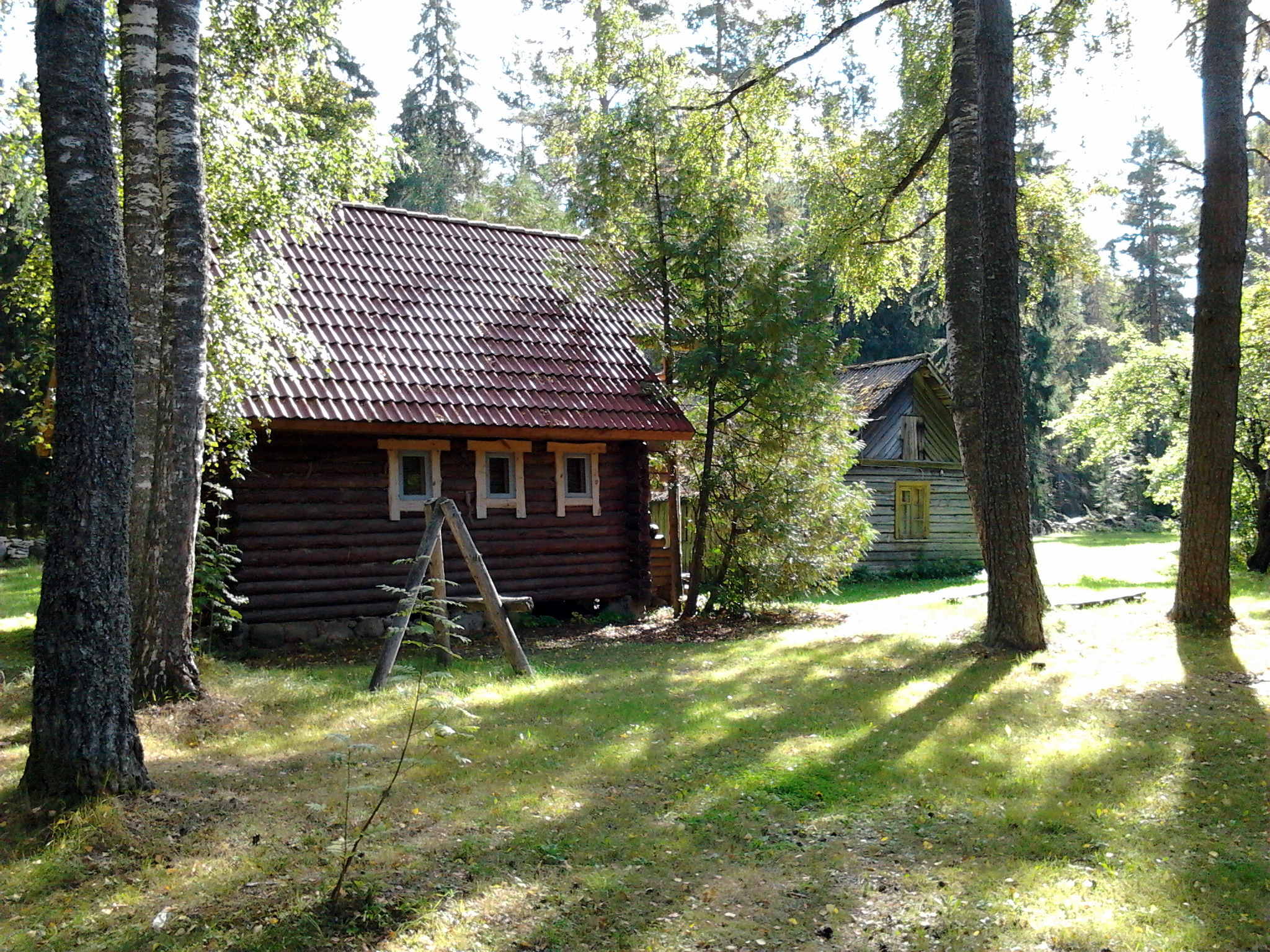
Houten huizen
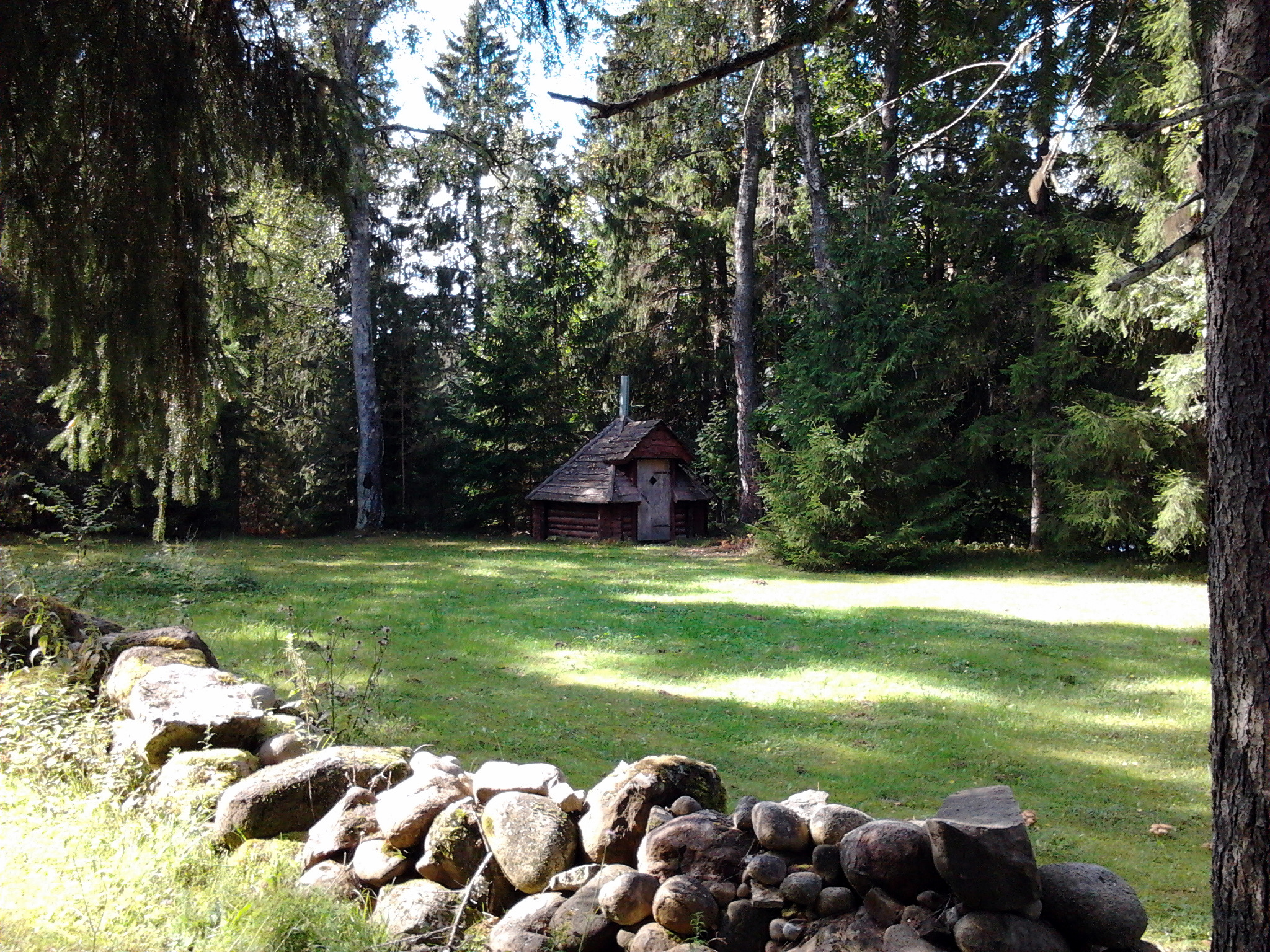
Sauna